# Biserica de lemn din Mușetești

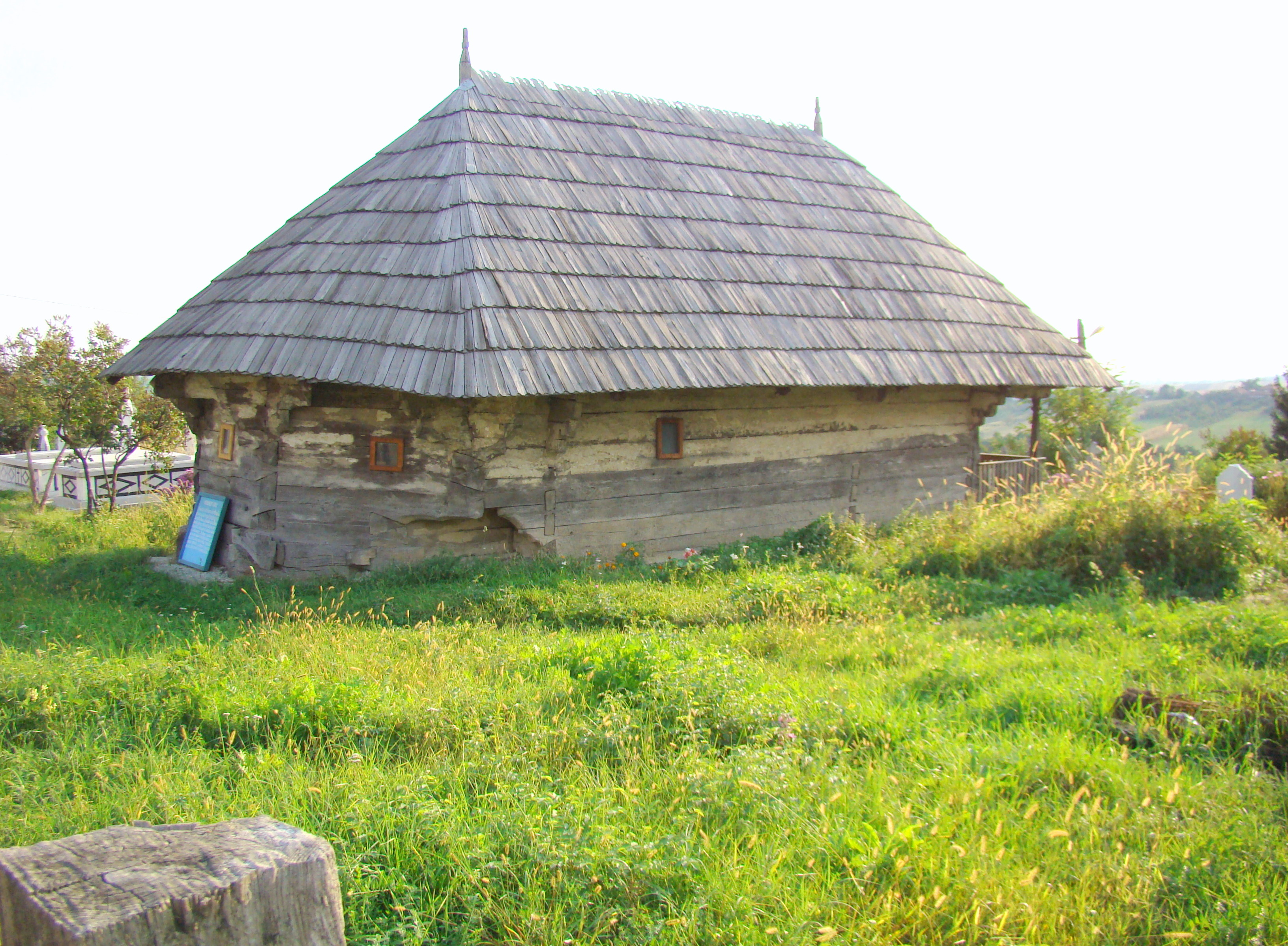
Biserica de lemn „Sfinţii Îngeri” din Muşeteşti, comuna Muşeteşti, județul Gorj, foto: septembrie 2009.

Biserica de lemn din Mușetești, comuna Mușetești, județul Gorj, a fost construită în 1751. Are hramul „Sfinții Îngeri”. Biserica se află pe noua listă a monumentelor istorice sub codul LMI:  GJ-II-m-B-09334.

## Imagini din exterior

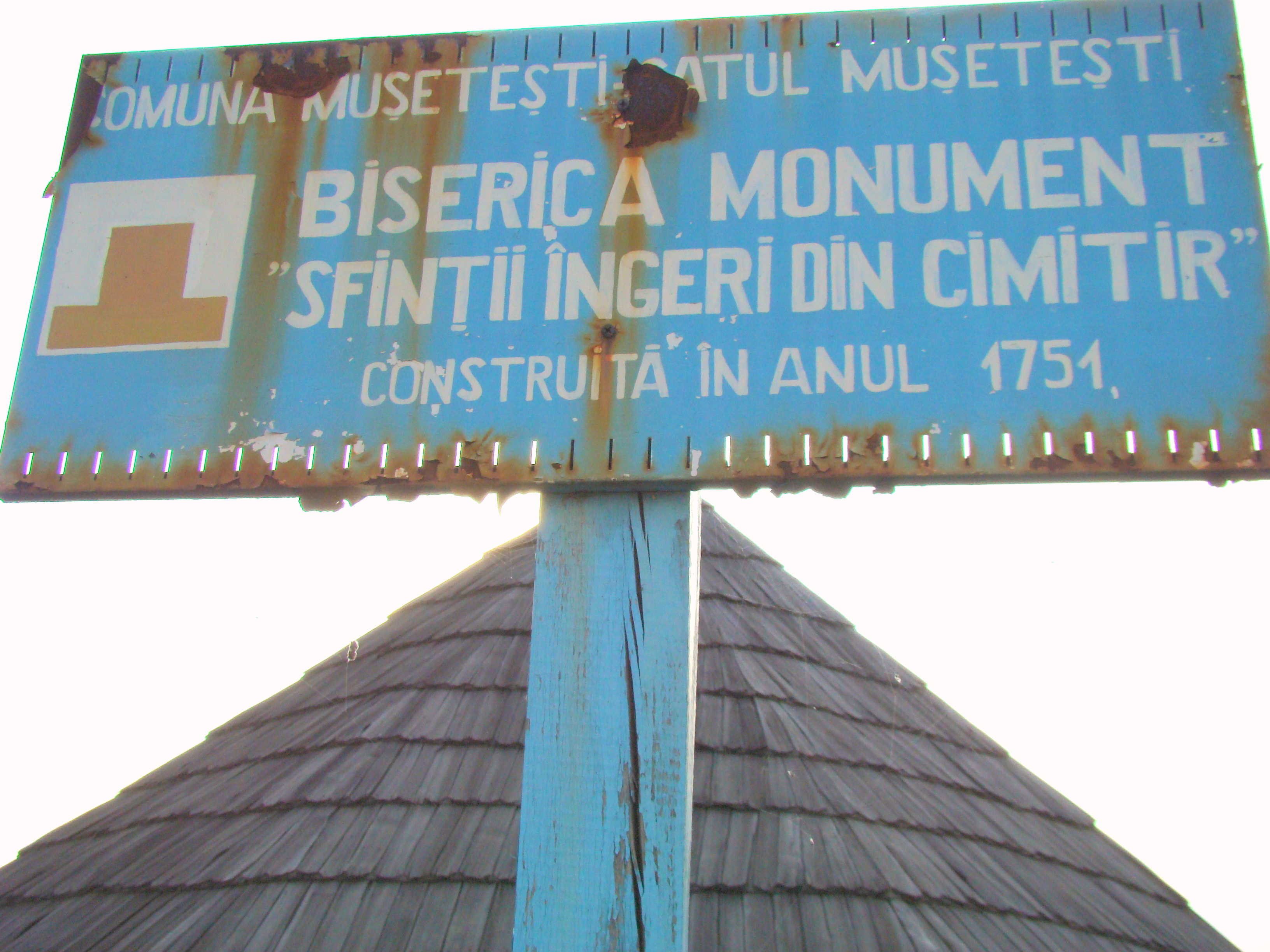
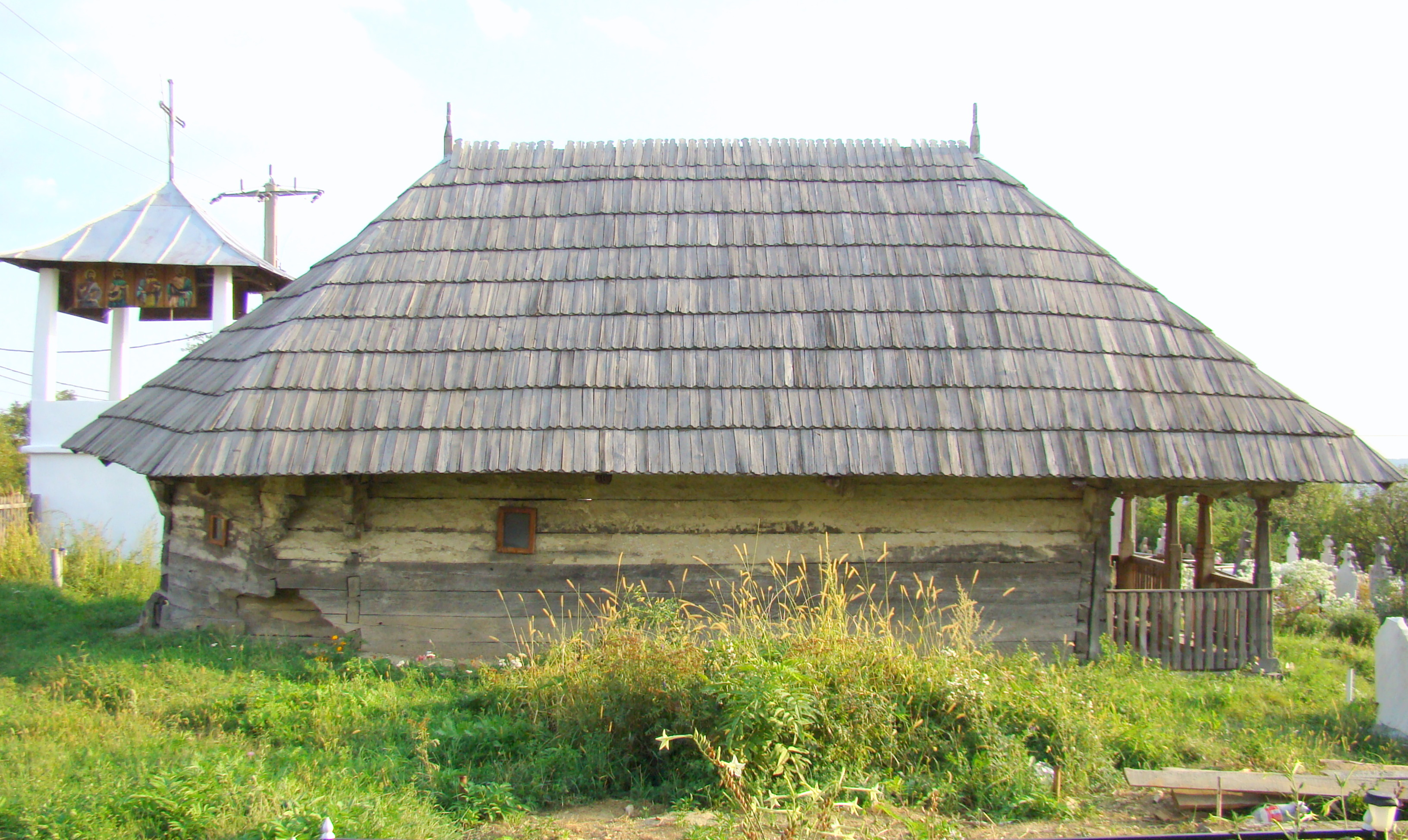
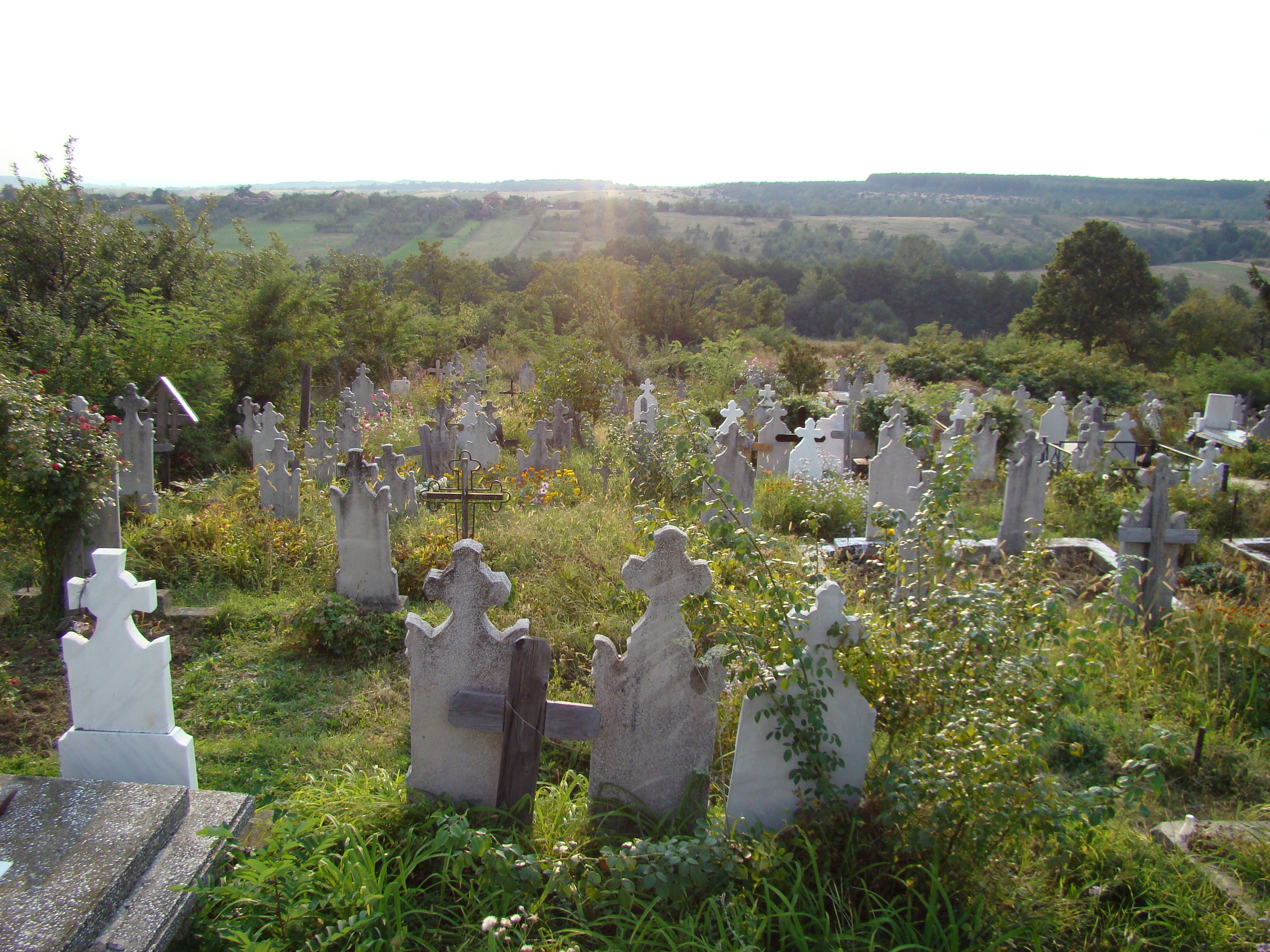
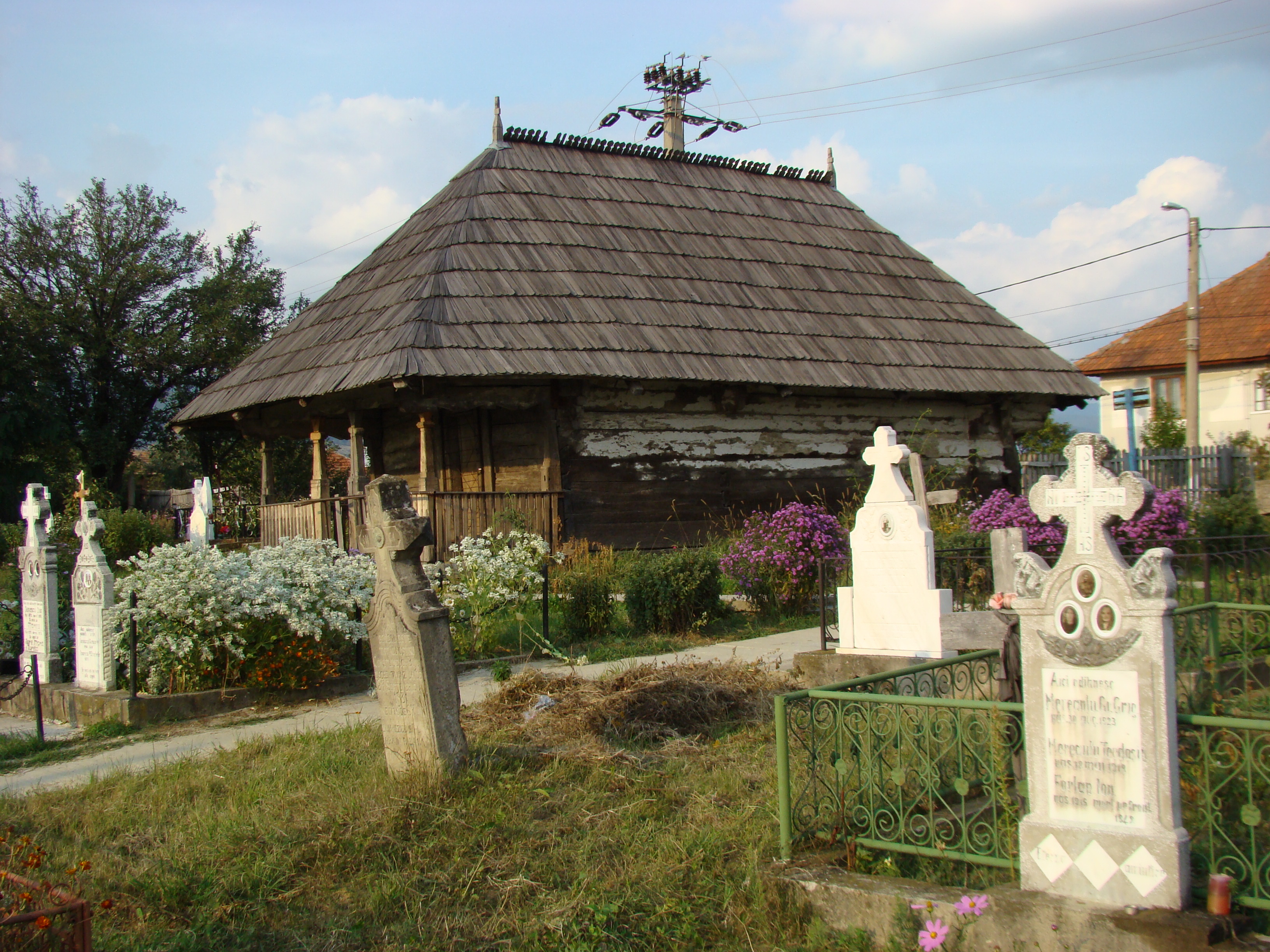
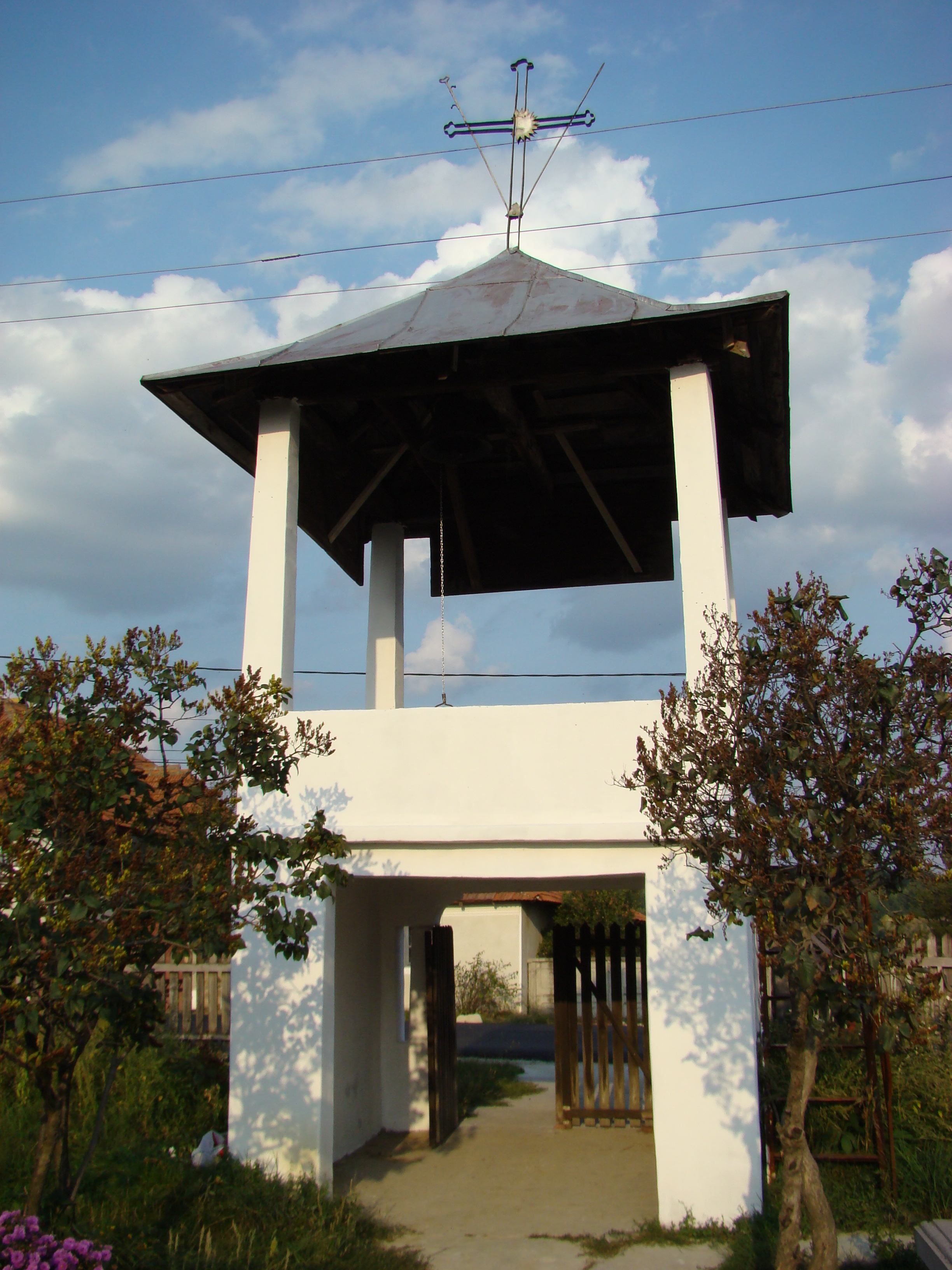
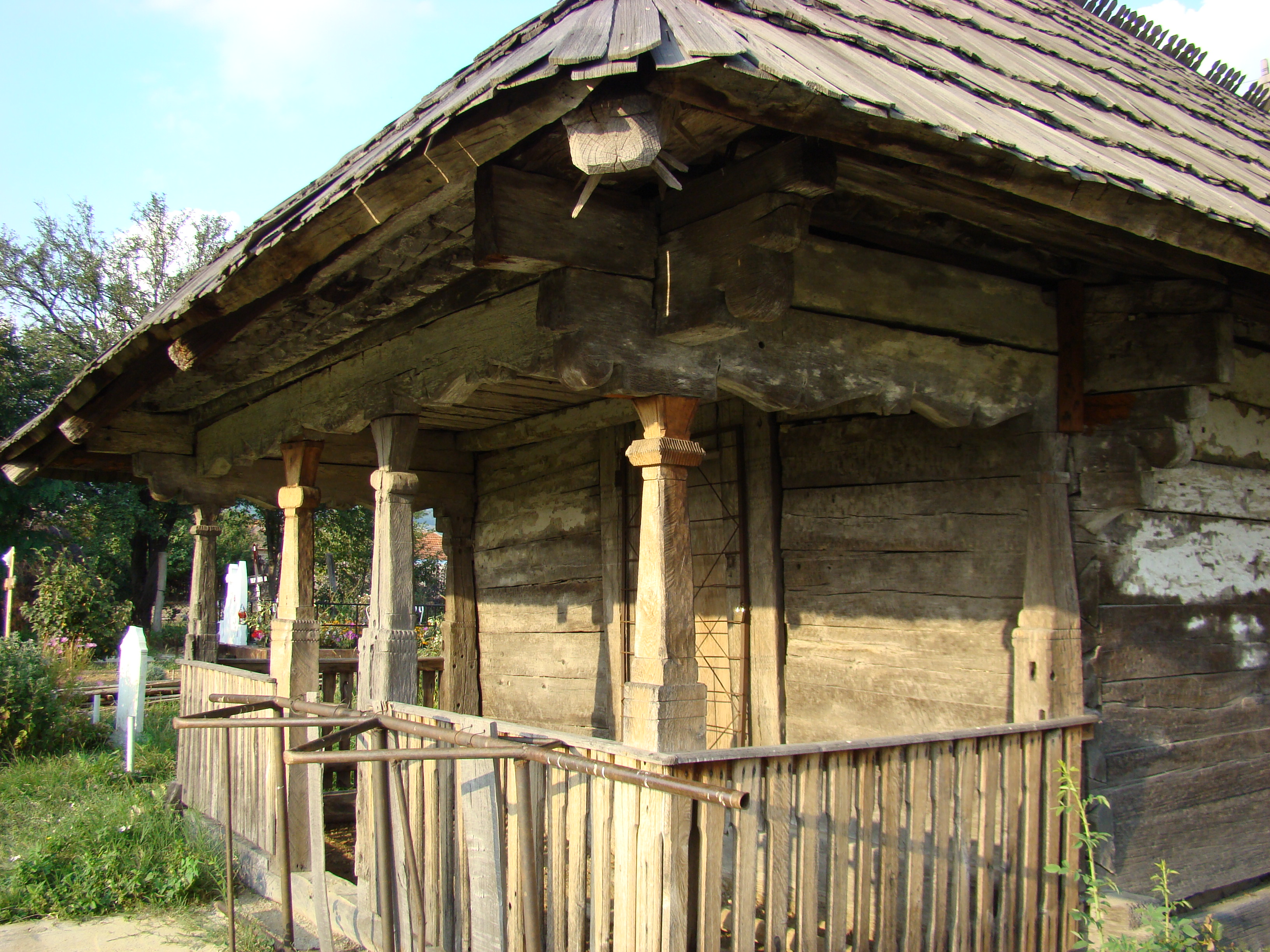
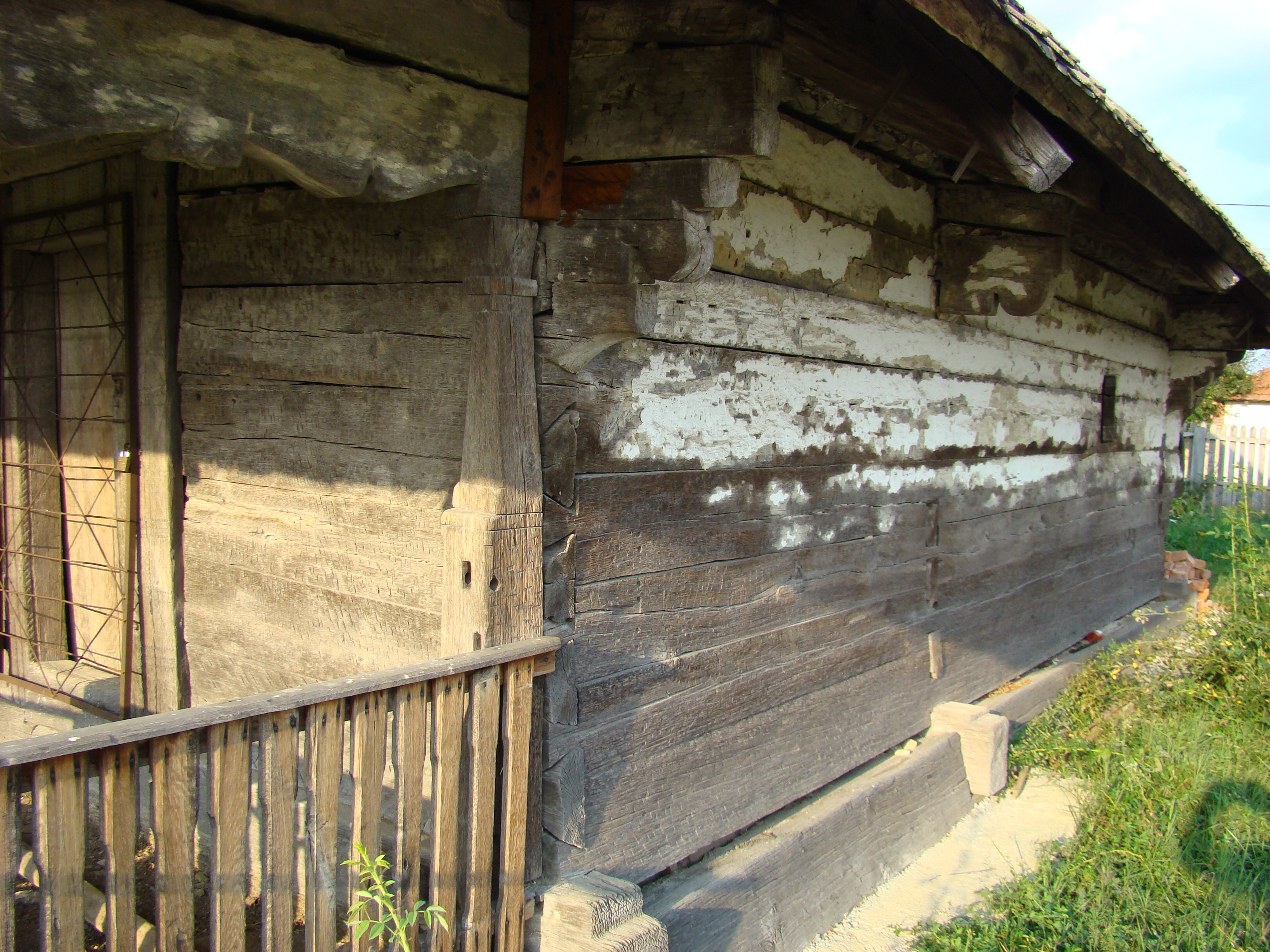
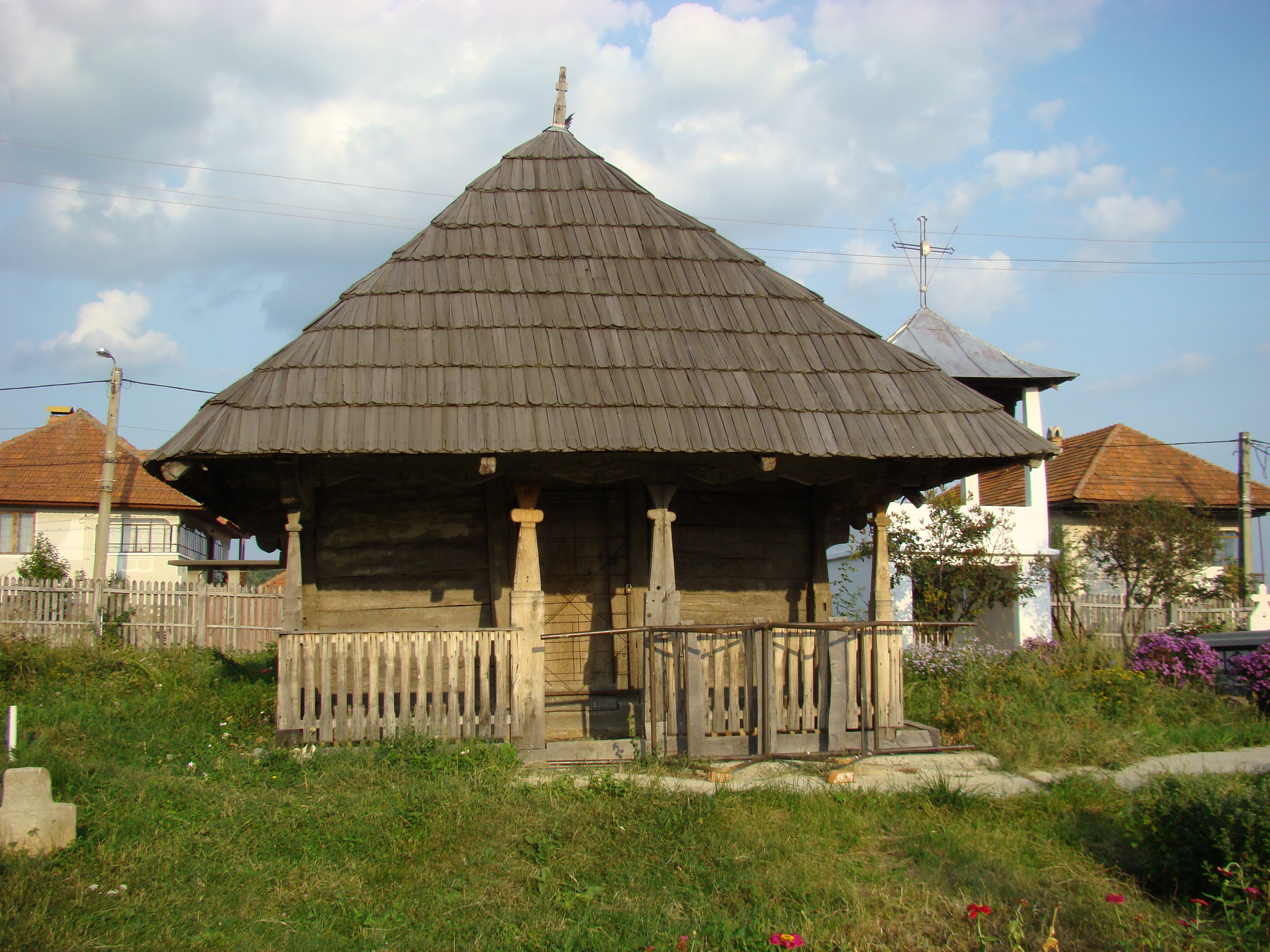
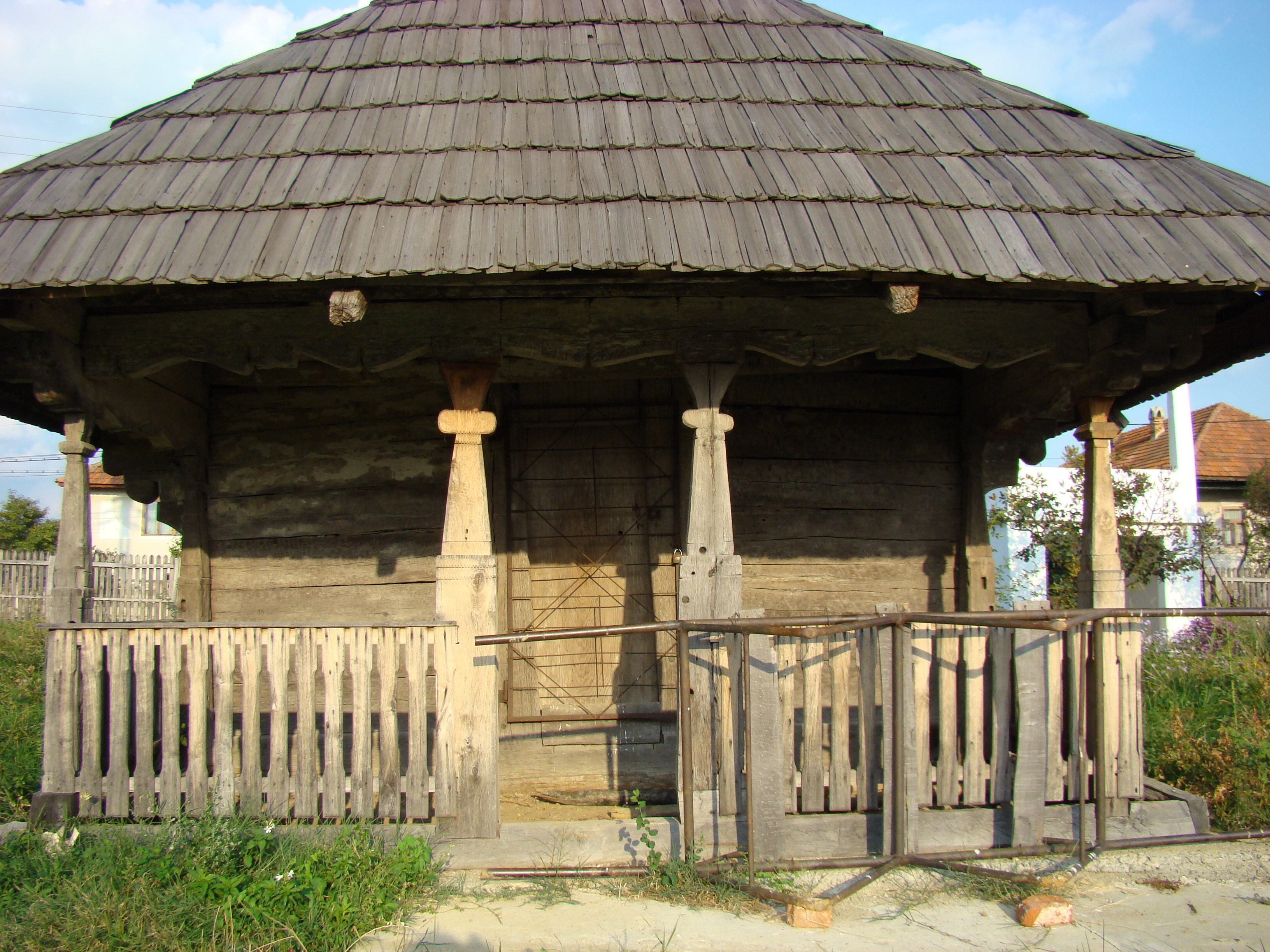
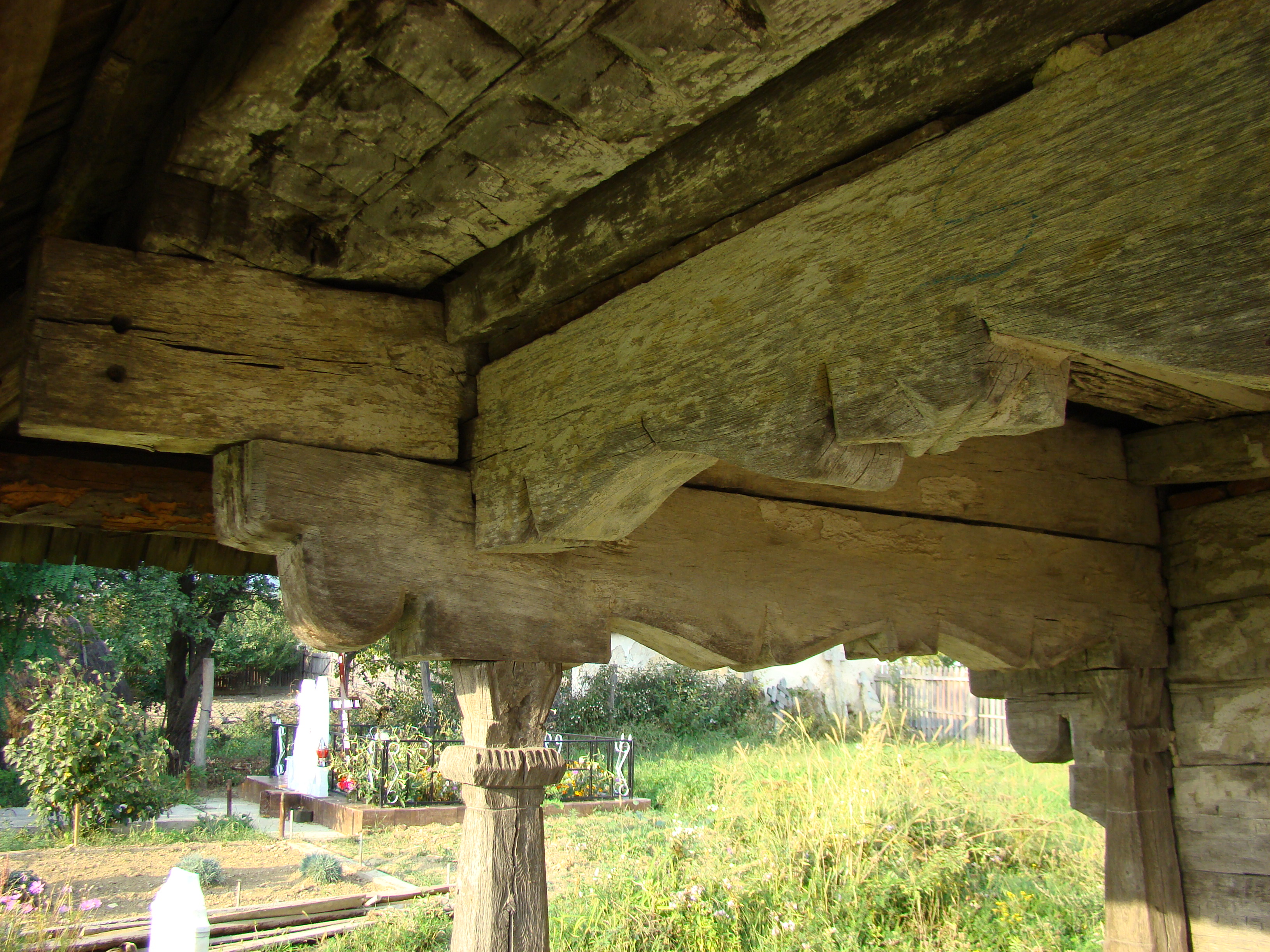
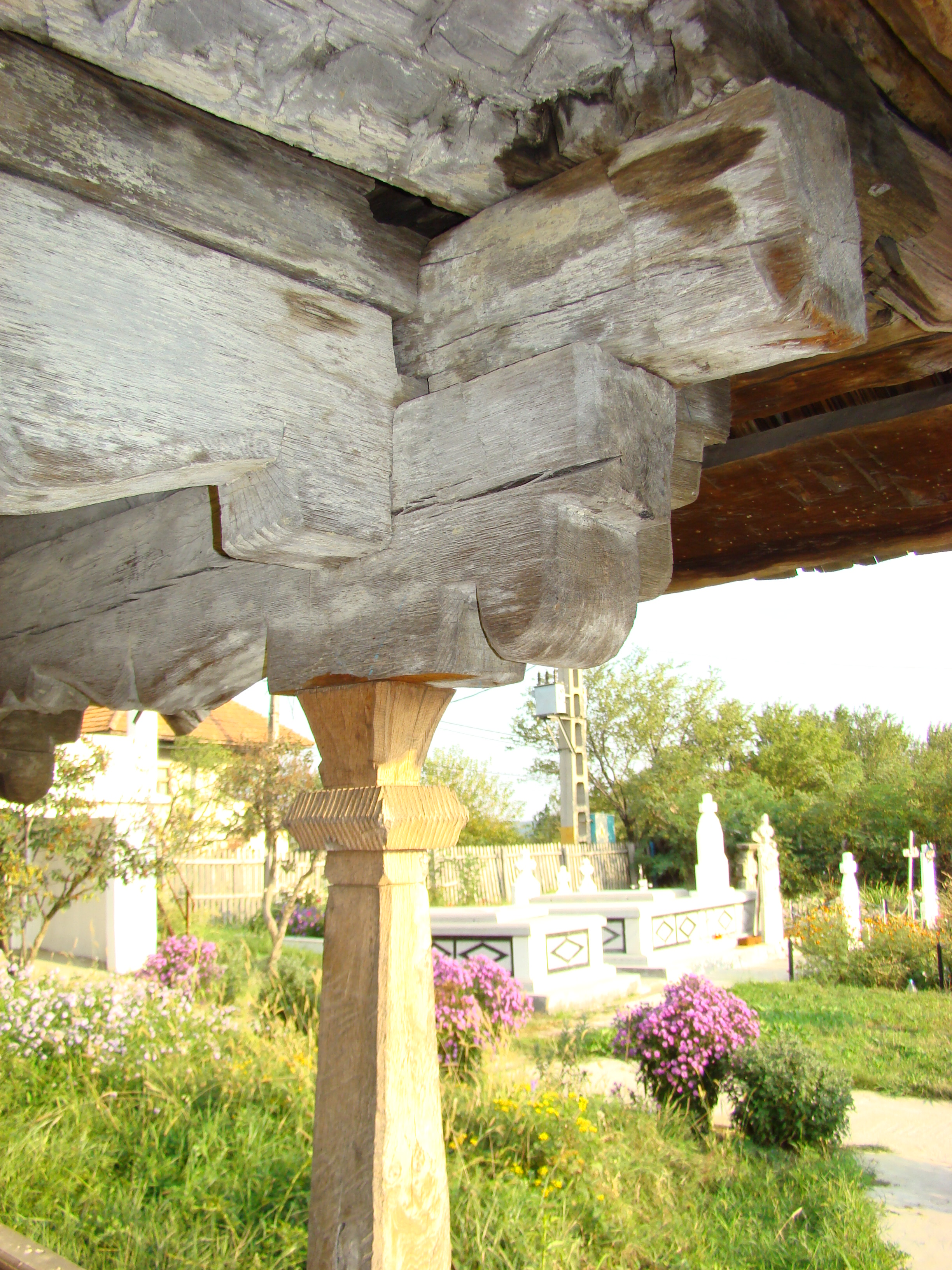
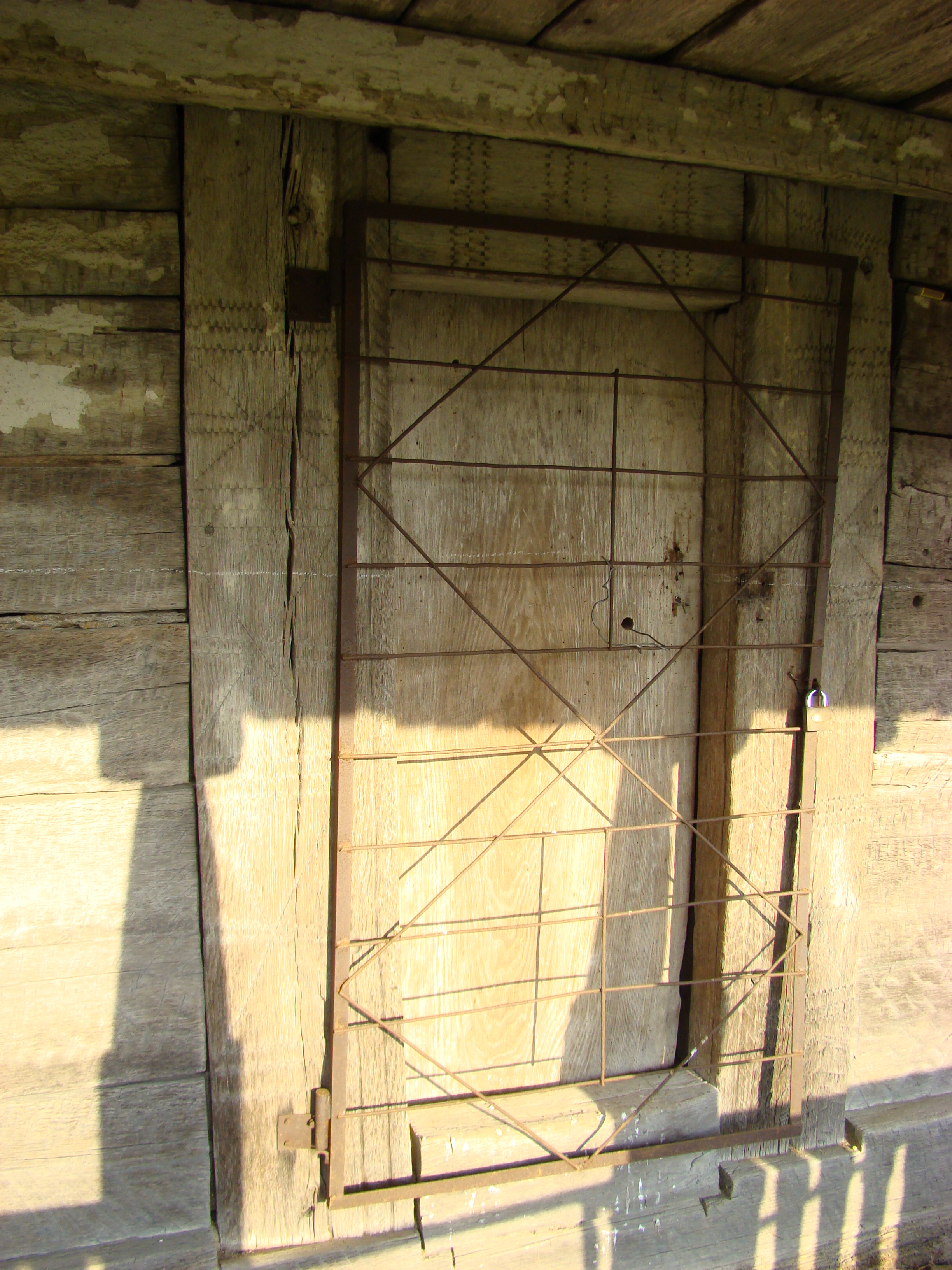
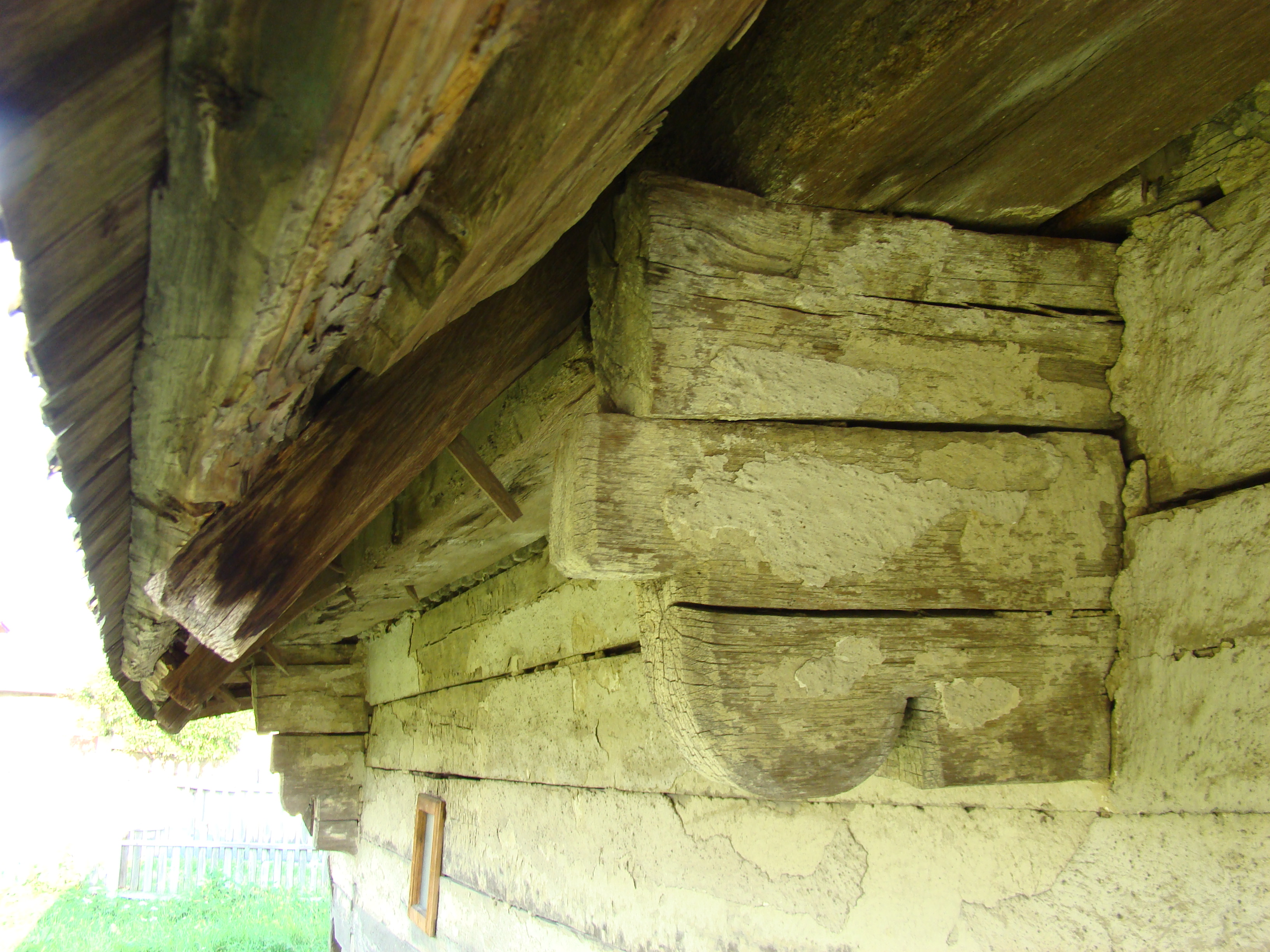
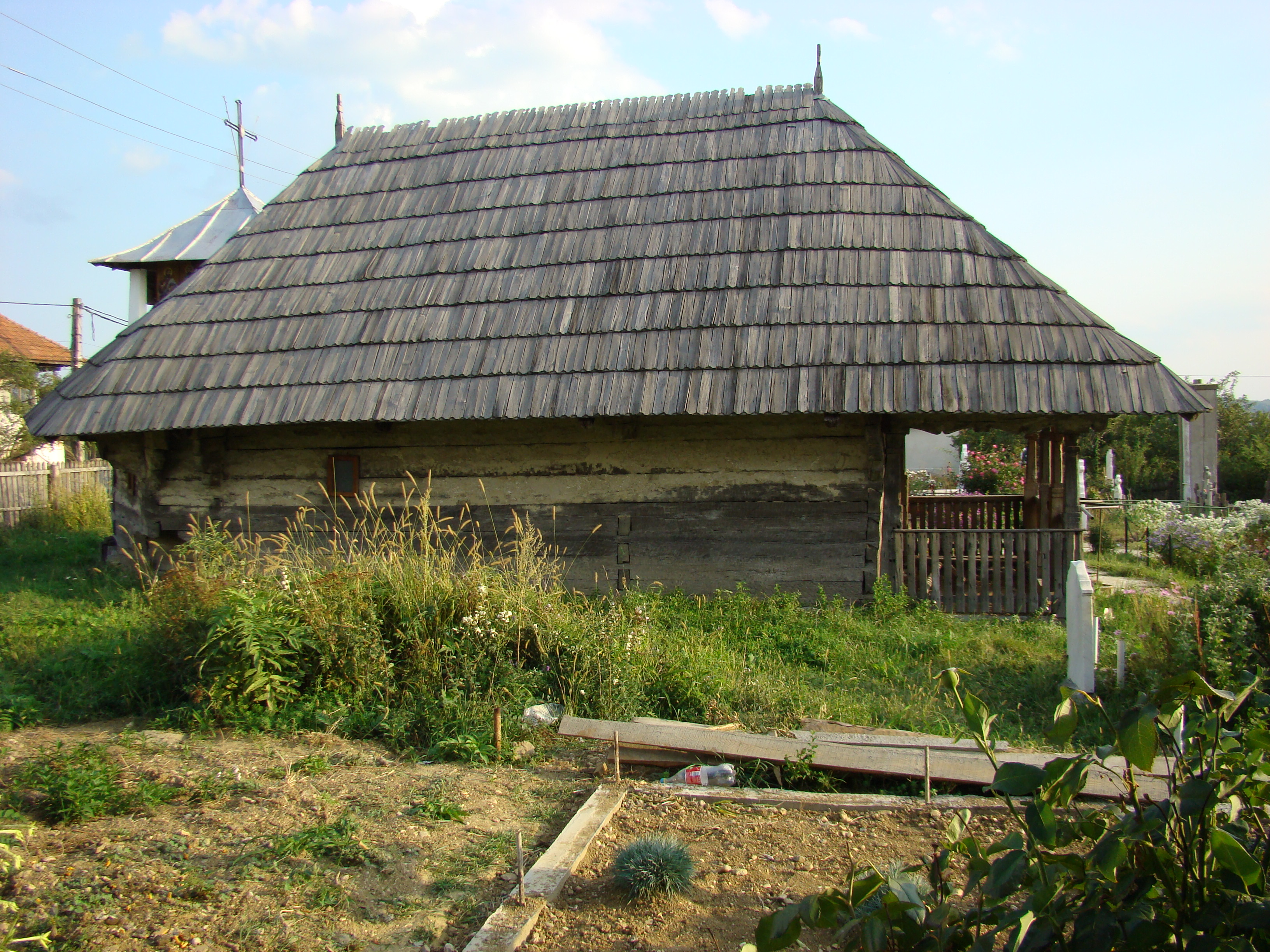
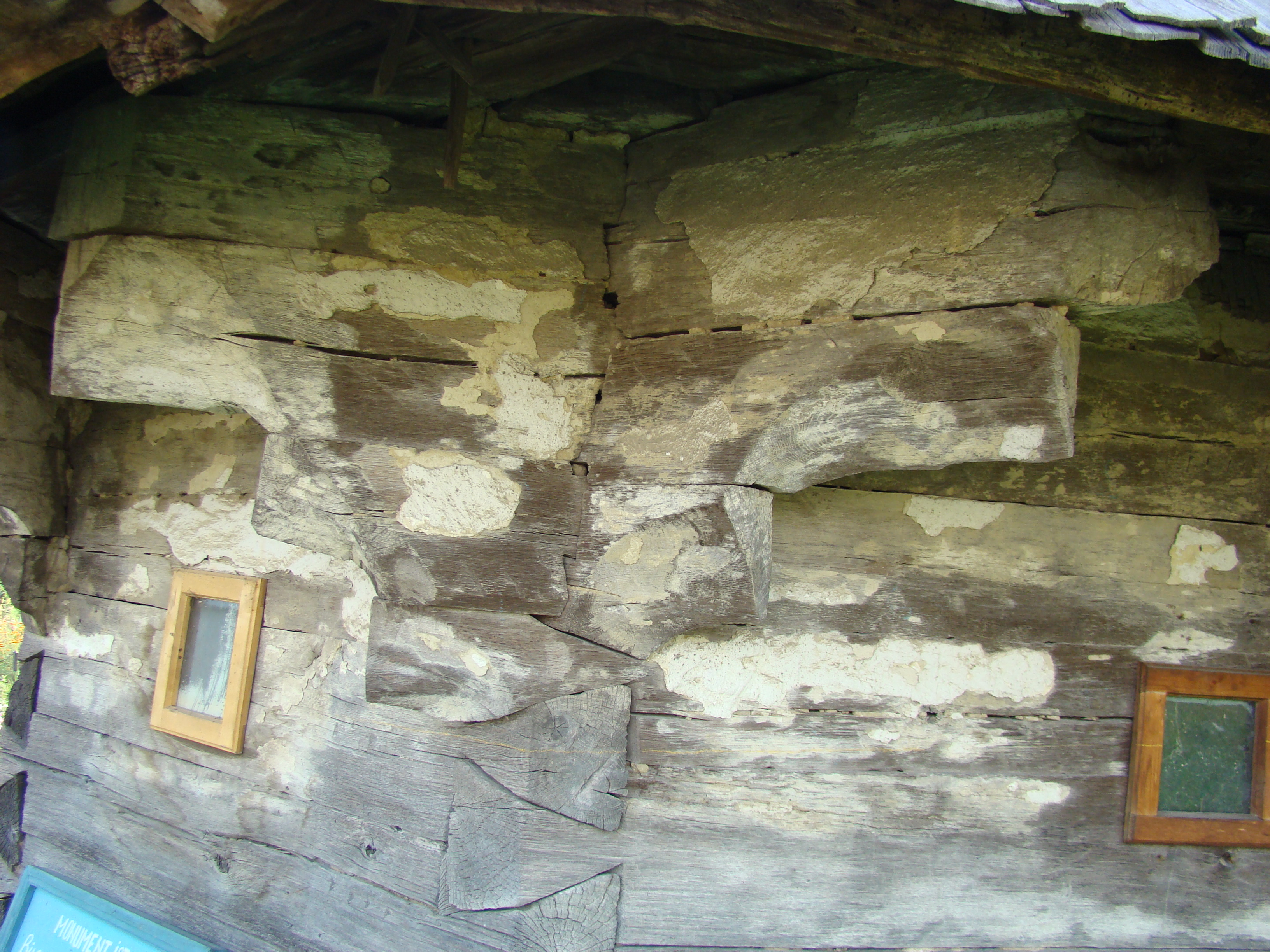
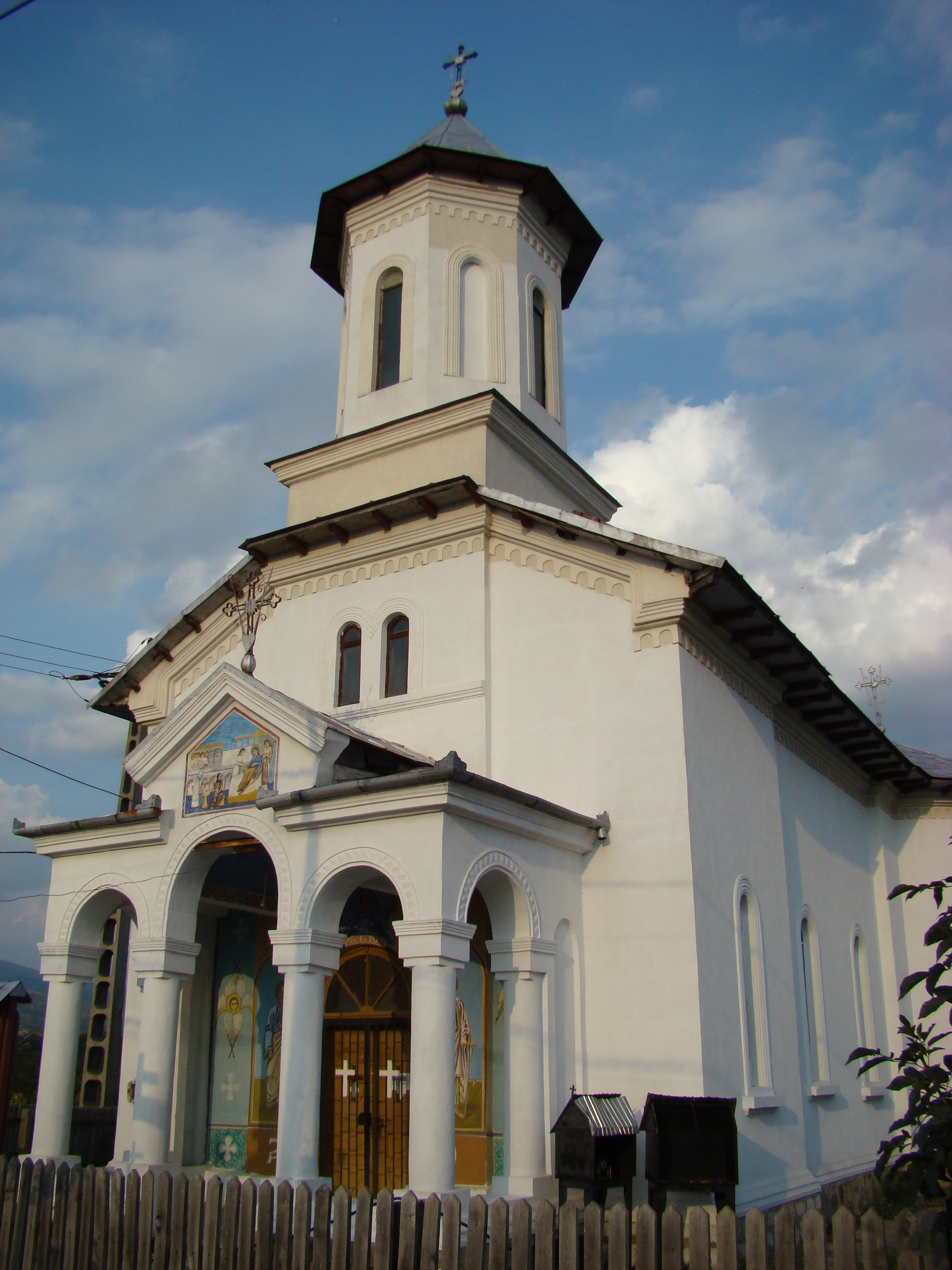
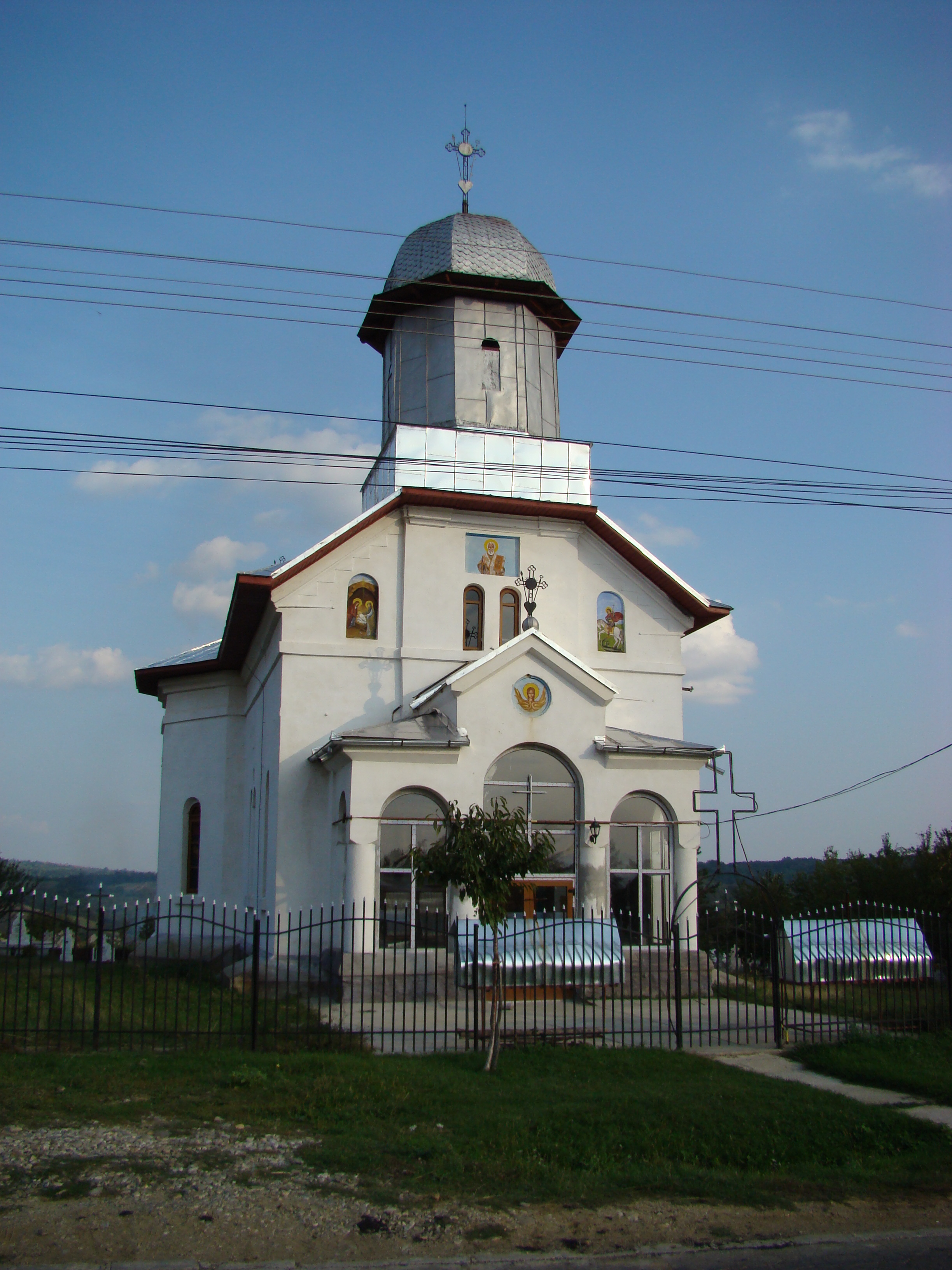
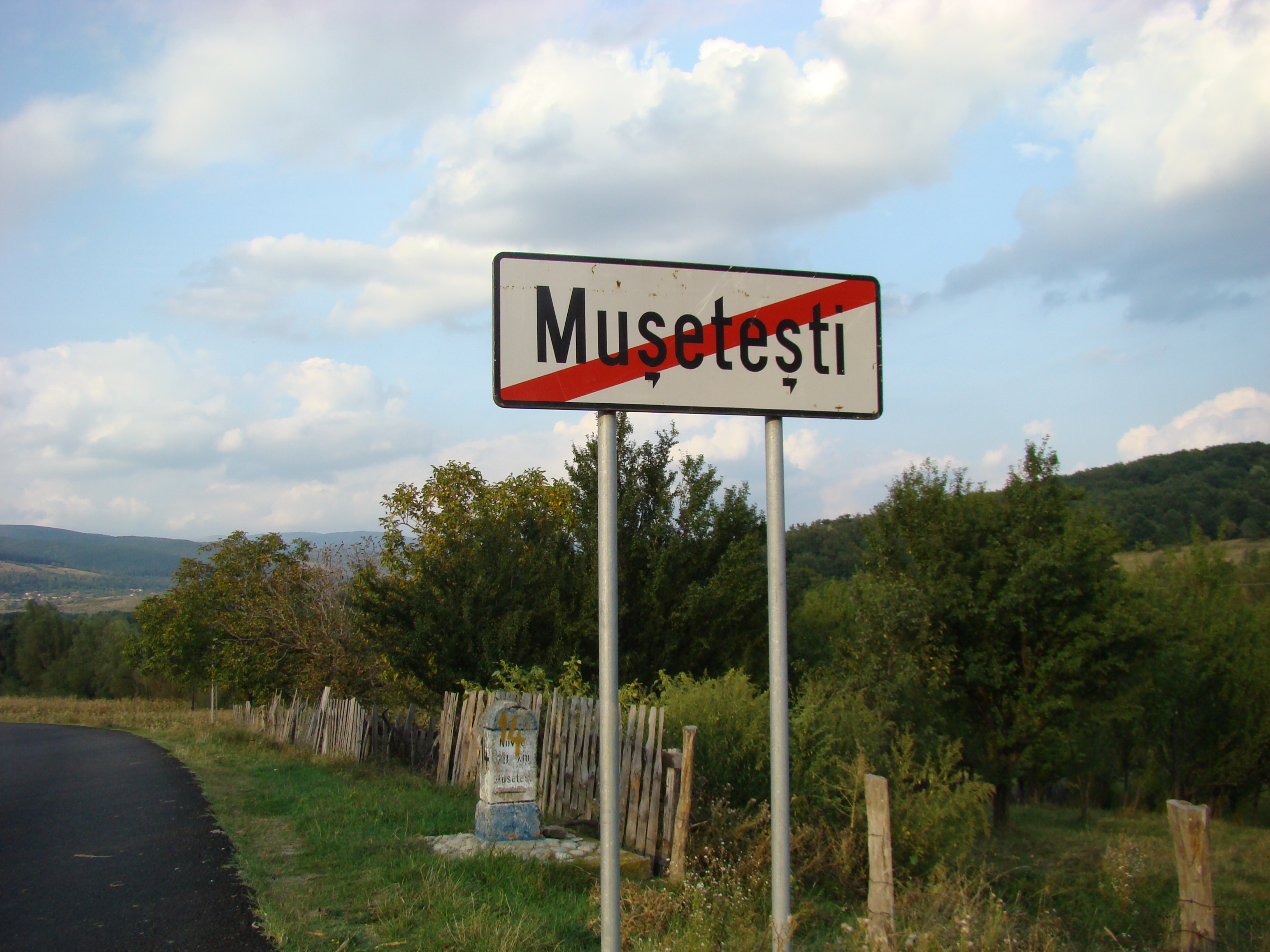

## Istoric și trăsături
Biserica de lemn din Mușetești a fost construită în anul 1751, ctitorie a lui Dumitru Rusu și Preda Negruțoiu. Potrivit tradiției, biserica a fost construită din vale de Mușetești, la Anini, unde era cimitirul satului și a fost mutată de Petre Neagoe și așezată cu stăruința acestuia, chiar lângă hotarul satului Mușetești, marcat de o piatră rotundă ce se găsește în biserică, în naos, lângă peretele din partea stângă.